# Кола Брюньон (опера)
«Кола́ Брюньо́н», другое название «Мастер из Кламси́» — трёхактная опера советского композитора Дмитрия Кабалевского (1904—1987), написанная по мотивам одноимённой повести французского писателя Ромена Роллана. Автор либретто — Владимир Брагин. Первая постановка оперы была осуществлена в 1938 году Малым оперным театром (под управлением Бориса Хайкина).
Опера Кабалевского явилась одним из значительных явлений советского музыкального театра 1930-х годов. В «Кратком музыкальном словаре» сказано, что широкое признание ей принесло мелодическое богатство, колоритное изображение народной жизни, а главное — сочный, полный добродушного юмора и неистощимого жизнелюбия образ главного героя. Шостакович сказал о музыке оперы: «Меня захватила её свежесть, искристая жизнерадостность, юношеская заразительность — свойства тем более ценные, что добыты они весьма простыми выразительными средствами».
В 1969 году композитор подготовил вторую редакцию оперы, которая была показана 16 апреля 1970 года в Малом оперном театре и удостоилась высшей награды СССР — Ленинской премии. В XXI веке чаще всего исполняется зажигательная увертюра из оперы.

## Либретто
Действие разворачивается в бургундском районе Кламси на рубеже XVI–XVII веков. Молодую крестьянку Селину по прозвищу Ласочка (сопрано) преследует слуга герцога, именем Жифляр (баритон), но её сердце принадлежит резчику Коле Брюньону (баритон) — мастеру с гордым нравом. Узнав о намерениях соперника жениться на Селине, Кола вступает с ним в драку. Однако ревность подталкивает девушку к браку с Жифляром, который тут же и вершит подвыпивший кюре. 
Далее молодому мастеру предстоит конфликт уже с самим герцогом (тенор), который забирает у Брюньона статую возлюбленной, оставляя его в отчаянии. Чума и солдатский произвол доводят город до восстания. Ослабленный болезнью Кола, едва оправившись, узнает, что горожане готовы сжечь замок с его творениями. Он пытается спасти статуи, но герцог, объятый яростью, уничтожает скульптуры, включая изображение Ласочки. Кола прибывает в замок слишком поздно: его работы разрушены, а Жифляр злорадствует над изуродованной фигурой. Ворвавшиеся повстанцы завершают разгром. 
Герцог бежит из замка и города, оставляя мастера лицом к лицу с потерей всего, что он создал, но непокорный дух Брюньона не сломлен.